# Stanisław Hadam
Stanisław Mieczysław Hadam (ur. 26 marca 1946 w Domaradzu) – polski oficer SB, MO i Policji.

## Życiorys
Urodził się 26 marca 1946 w Domaradzu jako syn Józefa i Katarzyny. Ukończył studia wyższe.
W marcu 1976 podjął służbę funkcjonariusza Służby Bezpieczeństwa w strukturach Milicji Obywatelskiej. Od 16 marca 1976 był inspektorem w Wydziale II Komendy Wojewódzkiej MO w Krośnie. Od października 1976 był słuchaczem studium podyplomowego w Akademii Spraw Wewnętrznych w Świdrze. W późniejszym czasie kontynuował służbę w (SB) KW MO w Krośnie: od 25 czerwca 1977 nadal był inspektorem w Wydziale II, w kwietniu 1979 mianowany starszym inspektorem i od 1 maja 1979 w tym stopniu w Wydziale II, od 1 lipca 1980 starszym inspektorem i pełniącym obowiązki kierownika Sekcji I w Wydziale II, od 1 marca 1981 kierownikiem Sekcji I w Wydziale II, od 1 maja 1981 do 31 marca 1981 w stopniu porucznika zastępcą naczelnika Wydziału IV. Następnie przeszedł do służby w Komendzie Miejskiej MO w Sanoku, gdzie był zwierzchnikiem tamtejszych struktur SB: od 1 kwietnia do 31 lipca 1981 jako zastępca komendanta ds. służby bezpieczeństwa (SB), od 1 sierpnia 1983 do 31 maja 1985 w stopniu kapitana pełnił funkcję zastępcy ds. SB szefa Rejonowego Urzędu Spraw Wewnętrznych (RUSW) w Sanoku. Od 1 czerwca 1985 sprawował stanowisko szefa RUSW w Sanoku zastępując na tym stanowisku mjr. Edwarda Myśliwca (funkcję z-cy szefa KMO ds. SB objął mjr Tadeusz Dębiec). W 1989 służył w stopniu majora. Był członkiem PZPR. Funkcjonował jako lektor Zarządu Wojewódzkiego Towarzystwa Krzewienia Kultury Świeckiej. Po zakończeniu PRL i nastaniu III RP w 1990 został poddany weryfikacji funkcjonariuszy SB i przyjęty do służby w Policji. Na przełomie XX/XXI wieku w stopniu podinspektora pełnił funkcję rzecznika prasowego Komendy Powiatowej Policji w Sanoku.
Podjął działalność w klubie sportowym ZKS Stal Sanok. W sezonie 1992/1993 wraz z Wiesławem Semeniukiem figurował jako trener siatkarskiej sekcji Stali Sanok w rozgrywkach III-ligowych makroregionu Małopolska. Był kapitanem i trenerem zespołu reprezentującego województwo krośnieńskie na mistrzostwa Polski policjantów 1993 w Gdańsku, gdzie otrzymał nagrodę dla najstarszego zawodnika turnieju. W grudniu 1996 wybrany członkiem zarządu ZKS Stal. Po przekształceniu w jednosekcyjny klub piłkarski MKS Stal Sanok pełnił funkcję jego rzecznika prasowego, od 2005 do 2007 był członkiem zarządu, od 2007 do 2011 wiceprezesem ds. sportowych.
W wyborach samorządowych w 1998 kandydował bez powodzenia do Rady Miasta Sanoka z listy KW „Forum Gospodarcze”.

## Odznaczenia
- Medal „za upowszechnianie marksizmu-leninizmu” (1985)[21].
- Złota Odznaka „Zasłużony Działacz Kultury Fizycznej” (1987, przyznana przez Główny Komitet Kultury Fizycznej i Turystyki)[22].
- Odznaka „Przyjaciel ZHP” (1989)[23].